# 太平洋藍鰭金槍魚
太平洋蓝鳍金枪鱼（學名：Thunnus orientalis），又名東方藍鰭鮪、太平洋黑鮪、烏甕串、烏暗串，為輻鰭魚綱鱸形目鯖亞目鯖科的其中一種，分布於北太平洋熱帶，亞熱帶，及溫帶海域，棲息深度1-2000公尺，體長可達300公分，為大洋性洄游性魚類，成群活動，屬肉食性，以魚類、頭足類、甲殼類為食，可做為食用魚、遊釣魚及養殖魚類。

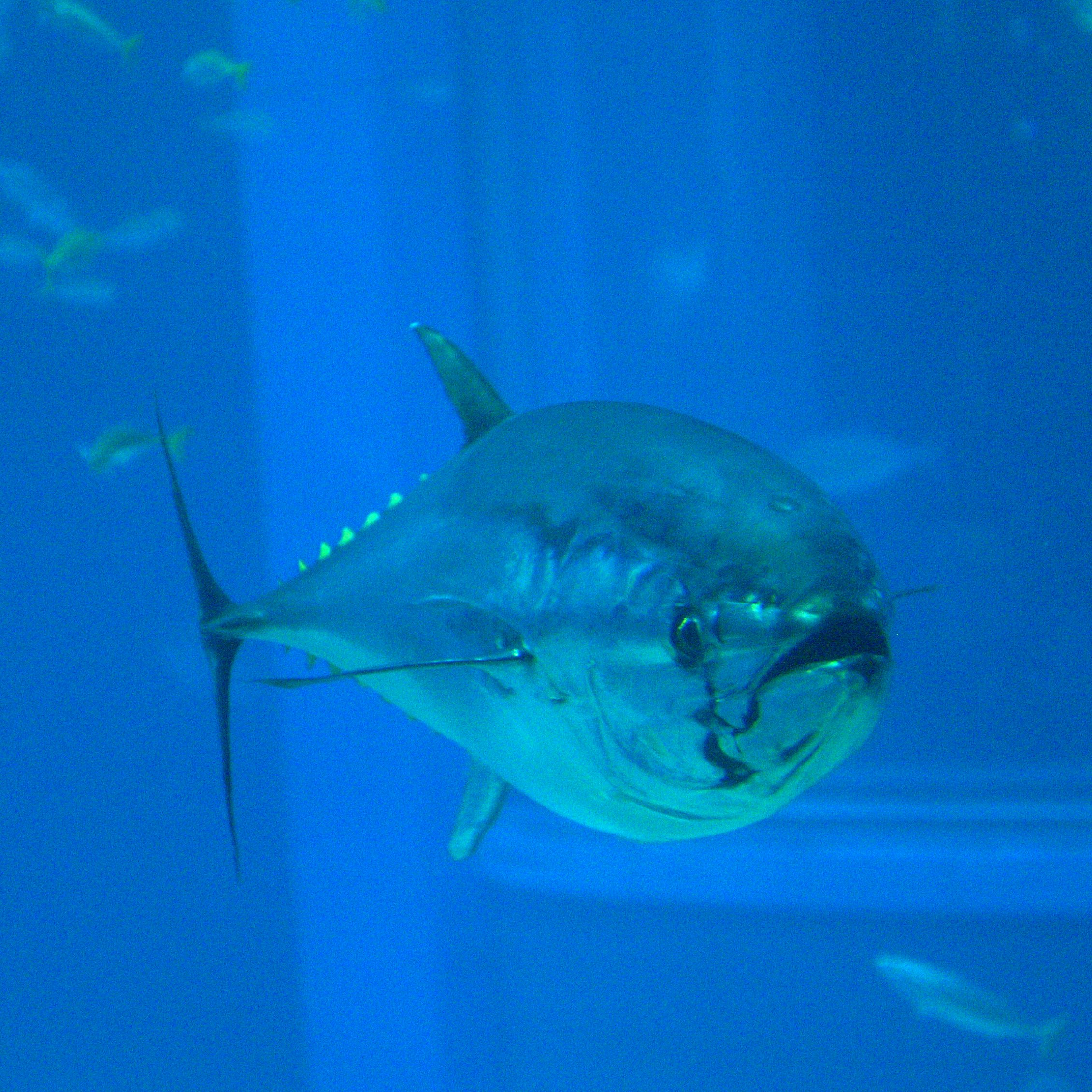
At Osaka Aquarium Kaiyukan, Japan

其种加词“orientalis”意为“东方的”。

## 外部連結
維基物種上的相關：太平洋藍鰭金槍魚